# 압데라자크 함달라
압데라자크 함달라(아랍어: عبد الرزاق حمد الله, 1990년 12월 17일 ~ )는 모로코의 축구 선수이다. 현재 사우디 프로리그의 알이티하드에서 활약 중이며 포지션은 스트라이커이다.

## 클럽 경력
자국의 올림픽 사피를 거쳐 2013년 2월 노르웨이의 올레순과 3년 계약을 체결하며 유럽 무대 진출에 성공하였다. 올레순은 함달라의 영입을 위해 1백만 유로의 이적료를 지불하며 클럽 레코드를 경신하였다. 같은 해 4월 1일 데뷔전을 치렀으며, 13일 사릅스보르그와의 경기에서 데뷔골을 성공시켰다. 이후 득점 행진을 이어가며 2013 시즌 리그 27경기에 출전해 15골을 기록하며 득점 랭킹 2위로 시즌을 마쳤다.
2014년 2월 450만 유로의 이적료에 중국 슈퍼리그의 광저우 푸리로 이적하였다. 광저우 푸리에서 2014 시즌 리그 22경기에 출전하여 22골을 넣는 뛰어난 활약을 펼치며 득점 랭킹 2위로 중국 무대 데뷔 시즌을 마감하였다. 2015 시즌엔 지난 시즌만큼의 모습은 보이지 못하며 전반기 동안 10경기에 출전해 3골을 기록한 후 팀을 떠났다.
2015년 7월 카타르 스타스 리그의 엘자이시로 이적하였다.